# Mabiná
Mabiná, właśc. José Pedro Alberto (ur. 6 października 1987 w Luandzie) – angolski piłkarz grający na pozycji pomocnika.

## Kariera klubowa
Karierę piłkarską Mabiná rozpoczął w klubie Petro Atlético ze stolicy kraju, Luandy. W 2006 roku zadebiutował w jego barwach w pierwszej lidze angolskiej. Swój pierwszy sukces z Petro Atlético osiągnął w 2008 roku, gdy wywalczył pierwsze w karierze mistrzostwo Angoli. Z kolei w 2009 roku obronił ze swoim klubem tytuł mistrzowski.

## Kariera reprezentacyjna
W reprezentacji Angoli Mabiná zadebiutował w 2007 roku. W 2010 roku został powołany do kadry na Puchar Narodów Afryki 2010.